# Luca Argentero

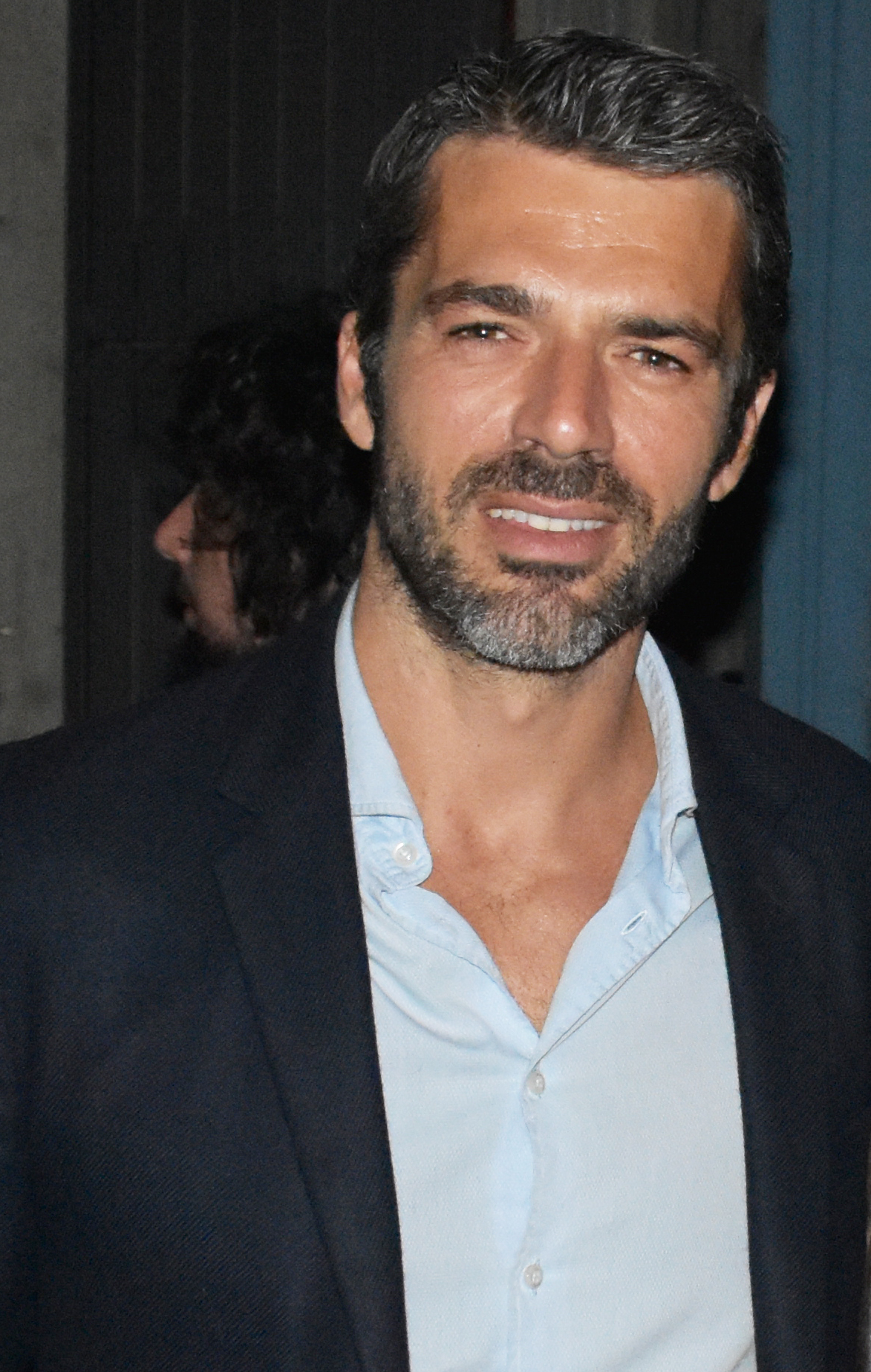
Luca Argentero (2016)

Luca Argentero (* 12. April 1978 in Turin, Piemont) ist ein italienischer Schauspieler, Synchronsprecher, Filmproduzent und Model. Nationale Bekanntheit erlangte er durch Teilnehmer verschiedener Reality-TV-Formate.

## Leben
Argentero wurde am 12. April 1978 in Turin als Sohn von Guido und Agata Argentero geboren. Er wuchs mit einem Bruder in der Stadt Moncalieri auf. Während seiner Zeit als Teenager galt er als begabter Tennisspieler und konnte einige Titel erringen. Nach dem Abitur am katholischen Collegio San Giuseppe arbeitete er als Barkeeper in einem örtlichen Nachtclub. Erste Bekanntheit erlangte er ab 2003 durch das Fernsehformat Grande Fratello, der italienischen Ausgabe von Big Brother, in der er das Finale erreichte und am Ende den dritten Platz belegte. Dadurch wurden ihm die Türen zu weiteren italienischen Fernsehsendungen geöffnet. 2004 machte er einen Abschluss in Wirtschaft und Handel. Im selben Jahr arbeitete er als Model, unter anderen für einen Kalender des italienischen Monatsmagazins Max.
Das italienische Model Alessia Ventura ist seine Cousine. Von 2009 bis 2016 war er mit der Schauspielerin Myriam Catania verheiratet. Seit dem 5. Juni 2021 ist er mit der Schauspielerin Cristina Marino verheiratet. Die beiden sind Eltern eines Kindes.

## Karriere
Von 2005 bis 2007 stellte er in der Fernsehserie Carabinieri die Rolle des Marco Tosi dar. Es folgten in den nächsten Jahren Besetzungen in verschiedenen Filmproduktionen. So übernahm er die Rolle des Piero Bonutti im Film Mal was anderes?. 2012 spielte er im Kriminalfilm The Lookout – Tödlicher Hinterhalt die Rolle des Nico. 2014 wirkte er im Musikvideo zum Lied Il rimedio, la vita e la cura der italienischen Sängerin Chiara mit. 2019 übernahm er die historisch anspruchsvolle Hauptrolle des Leonardo da Vinci im Film Io, Leonardo. Seit 2020 stellt er die Rolle des Andrea Fanti in der Fernsehserie DOC – Nelle tue mani dar. Seit 2022 verkörpert er die Rolle des Massimo in der Fernsehserie Die ahnungslosen Engel.

## Filmografie (Auswahl)

### Schauspiel
- 2005–2007: Carabinieri (Fernsehserie, 7 Episoden)
- 2006: Il quarto sesso (Kurzfilm)
- 2006: A casa nostra
- 2007: Saturno contro – In Ewigkeit Liebe (Saturno contro)
- 2007: La baronessa di Carini (Fernsehfilm)
- 2007: Lezioni di cioccolato
- 2008: Solo un padre
- 2009: Mal was anderes? (Diverso da chi?)
- 2009: Diverso da chi? Scene Tagliate (Kurzfilm)
- 2009: Il grande sogno
- 2009: Oggi sposi
- 2010: Eat Pray Love
- 2010: La donna della mia vita
- 2011: C’è chi dice no
- 2011: Tiberio Mitri: Il campione e la miss (Fernsehfilm)
- 2011: Lezioni di cioccolato 2
- 2012: The Waiting, web serie (Miniserie)
- 2012: The Lookout – Tödlicher Hinterhalt (Le guetteur)
- 2012: Savage Nights – Unerfüllte Begierde (E la chiamano estate)
- 2013: Pazze di me
- 2013: Bianca come il latte, rossa come il sangue
- 2013: Cha cha cha
- 2014: Un boss in salotto
- 2014: Fratelli unici
- 2014: Dietro un grande uomo (Kurzfilm)
- 2014: Tre tocchi
- 2014: Love Sharing (Kurzfilm)
- 2015: Ragion di stato (Miniserie, 2 Episoden)
- 2015: Noi e la Giulia
- 2015: Mala vita (Kurzfilm)
- 2015: Poli opposti
- 2015: Vacanze ai Caraibi
- 2015: Zio Gianni (Fernsehserie, Episode 1x18)
- 2016: Al posto tuo
- 2017: Il permesso – 48 ore fuori
- 2017: Sirene (Miniserie, 6 Episoden)
- 2018: Hotel Gagarin
- 2018: Cosa fai a Capodanno?
- 2019: Copperman
- 2019: Io, Leonardo
- 2019: Good Gals
- seit 2020: DOC – Nelle tue mani (Fernsehserie)
- 2021: Come un gatto in tangenziale – Ritorno a Coccia di Morto
- seit 2022: Die ahnungslosen Engel (Le Fate Ignoranti, Fernsehserie)

### Synchronisationen
- 2012: Gladiatori di Roma (Animationsfilm)

### Produktion
- 2011: We Want a Future (Kurzfilm)
- 2012: Evil Things
- 2016: The Last Shaman (Dokumentation)